# Hoplasoma unicolor
Hoplasoma unicolor là một loài bọ cánh cứng trong họ Chrysomelidae. Loài này được Illiger miêu tả khoa học năm 1800.